# Петър Горанов (историк)
Вижте пояснителната страница за други личности с името Петър Горанов.
Петър Станчев Горанов  е български историк, професор.

## Биография
Петър Горанов е роден на 19 март 1926 г. в с. Дойренци, Ловешко. Основно образование завършва в родното си село. Завършва Народна мъжка гимназия „Христо Кърпачев“ (Ловеч) (1945) и специалност история и философия в Софийския университет (1950). 
Работи като учител (1945-1946) и директор (1951-1952) на основното училище в Любимец, Свиленградско. Преподава в НШЗО „Христо Ботев“ (Велико Търново) (1952-1955). 
Преподавател по стопанска история във Висшия финансово-стопански институт (Свищов). Кандидат на икономическите науки (1962). Доцент (1963). 
Преподавател основател и ръководител на катедра „Най-нова история“ във Великотърновския университет (1965). Доктор на историческите науки (1985) и професор. Заместник-ректор на университета и ръководител на научноизследователския сектор. 
Преподавател в Техническия университет (Габрово) (1995). Извънреден професор (1998).
Автор е на 92 научни публикации в България и чужбина. Съавтор на монографии по нова и най-нова стопанска история на България, на учебници и помагала по обща българска стопанска история. Научните му интереси са в областта на стопанската и политическа история на България след Освобождението от османско владичество.

## Награди
- Орден „Кирил и Методий“ I ст.
- Отличник на Министерството на народната просвета
- Орден „Червено знаме на труда“